# Фукоку кьохей
Фукоку кьохей (яп. 富国強兵, «Збагачувати країну, зміцнювати армію») це було національним гаслом Японської імперії в період правління японського імператора Мейдзі яке замінило інше національне гасло «Сонно дзьої» («Шануй імператора, вижени варварів»). Ця фраза є «йодзідзюкуго», яка виникла зі стародавньої китайської історичної праці про період Чжаньґо (воюючих царств).

## Етимологія
У період Чжаньґо (воюючих царств) у Китаї часів Цінь — через свою політику «легізму» відому як «Фа цзя» — приділяла значну увагу збільшенню державного багатства та військової могутності, також відомого під виразом «Фуго Цянбін». Цей вислів було прийнято в Японській імперії під час правління японського імператора Мейдзі як «Фукоку кьохей» японською мовою.

## Значущість
Гасло «Фукоку кьохей» було головною метою лідерів відомої на той час «Ханської фракції». Оскільки воно зуміло спричинити формулювання далекосяжної політики трансформації японського суспільства для того, щоб Японська імперія спробувала наздогнати великі держави й імперії західного світу. Попри те, що уряд Японської імперії відіграв важливу роль у створенні умов для індустріалізації країни, а також в руйнуванні старих соціальних й державних інститутів, які були перешкодами для індустріалізації країни, це створило нові соціальні й державні інститути які сприяли б економічній та політичній модернізації Японської імперії. Також приватне підприємництво відіграло вирішальну роль у чітко японському поєднанні державного та приватного сектору, яке пізніше було розкритиковано у 1980-х роках та отримало від критиків назву «Japan Inc» Це символізувало зародження японського націоналізму.